# Coloradozilverspar
De coloradozilverspar (Abies concolor) is een groenblijvende conifeer uit de dennenfamilie (Pinaceae). Deze zilverspar is inheems in de bergen in het westen van Noord-Amerika. Ze groeit op hoogtes tussen 900 en 3400 meter. De boom is matig tot erg groot: ze wordt 25 tot 60 meter hoog en kan een stamdiameter van 2 meter bereiken. In het Engels wordt de coloradozilverspar doorgaans white fir genoemd. Soms is er ook sprake van de Concolor fir.

## Ondersoorten, beschrijving en verspreiding
Er worden twee ondersoorten geaccepteerd. Sommige botanici behandelen ze als volwaardige soorten, anderen dan weer als variëteiten.
- Abies concolor subsp. concolor (Engels: Colorado white fir, Rocky Mountains white fir)
Deze ondersoort komt van nature voor op hoogtes tussen 1700 en 3400 meter boven de zeespiegel in de Rocky Mountains in het zuidoosten van Idaho, in Utah, Colorado, Arizona en New Mexico, in het oosten van Nevada en op enkele locaties in het zuidoosten van Californië en de Mexicaanse staat Sonora. Deze boom verdraagt wintertemperaturen tot -40 °C.
Deze is doorgaans kleiner (25 tot 35 m hoog, uitzonderlijk tot 45 m). De schors is glad en donkergrijs. De kroon is luchtig en meestal tot op hoge leeftijd kegelvormig. De naalden zijn 3,5 à 6 cm lang en staan minder dicht opeen dan bij de andere ondersoort. Ze zijn dik, grijsblauwig en staan allemaal verticaal naar boven gebogen (zoals bij de edelspar).[1] De naalden vertonen veel stomata.

- Abies concolor subsp. lowiana (Engels: Low's white fir, Sierra Nevada white fir)
Deze groeit op hoogtes tussen 900 en 2700 meter in de Cascades van Centraal- en Zuid-Oregon en in de Klamath Mountains en Sierra Nevada in Californië. De verspreiding loopt door tot in Zuid-Californië en de Mexicaanse staat Baja California. De koudste temperaturen die deze boom verdraagt liggen rond -30 °C.
Deze westelijke ondersoort is beduidend groter: 40 tot 60 meter hoog. Als jonge boom is deze sierlijk kegelvormig; later wordt hij koepelvormig (behalve op beschutte plaatsen). De schors is gekloofd, kurkachtig en al snel veel ruwer dan andere zilversparren. De naalden zijn 2,5 à 5 cm lang en slechts licht grijsblauwig van boven, met weinig of geen stomata. Ze lijken op de naalden van de reuzenzilverspar, al hebben bomen uit het zuiden van het verspreidingsgebied grijzere en zijdelings schuin uitstaande naalden.[1]

De coloradozilverspar is slechts zelden in grote tuinen aangeplant in Europa. Er bestaan cultivars zoals 'Candicans' (met opvallend licht, zilverig loof) en 'Wattezii' (met eerst geelwit en daarna blauwgrijs loof).

## Fotogalerij
Abies concolor subsp. concolor

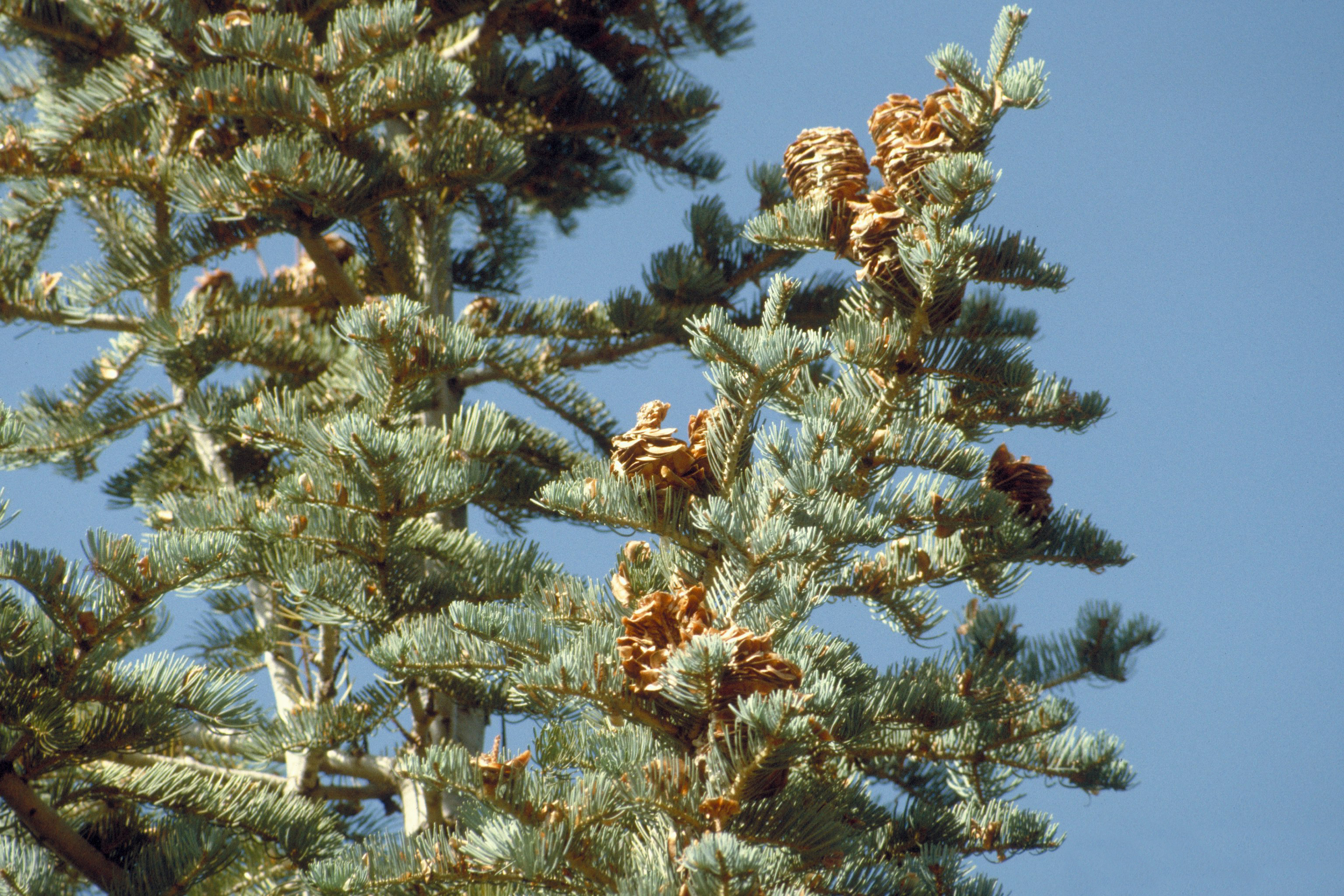
Loof en kegels
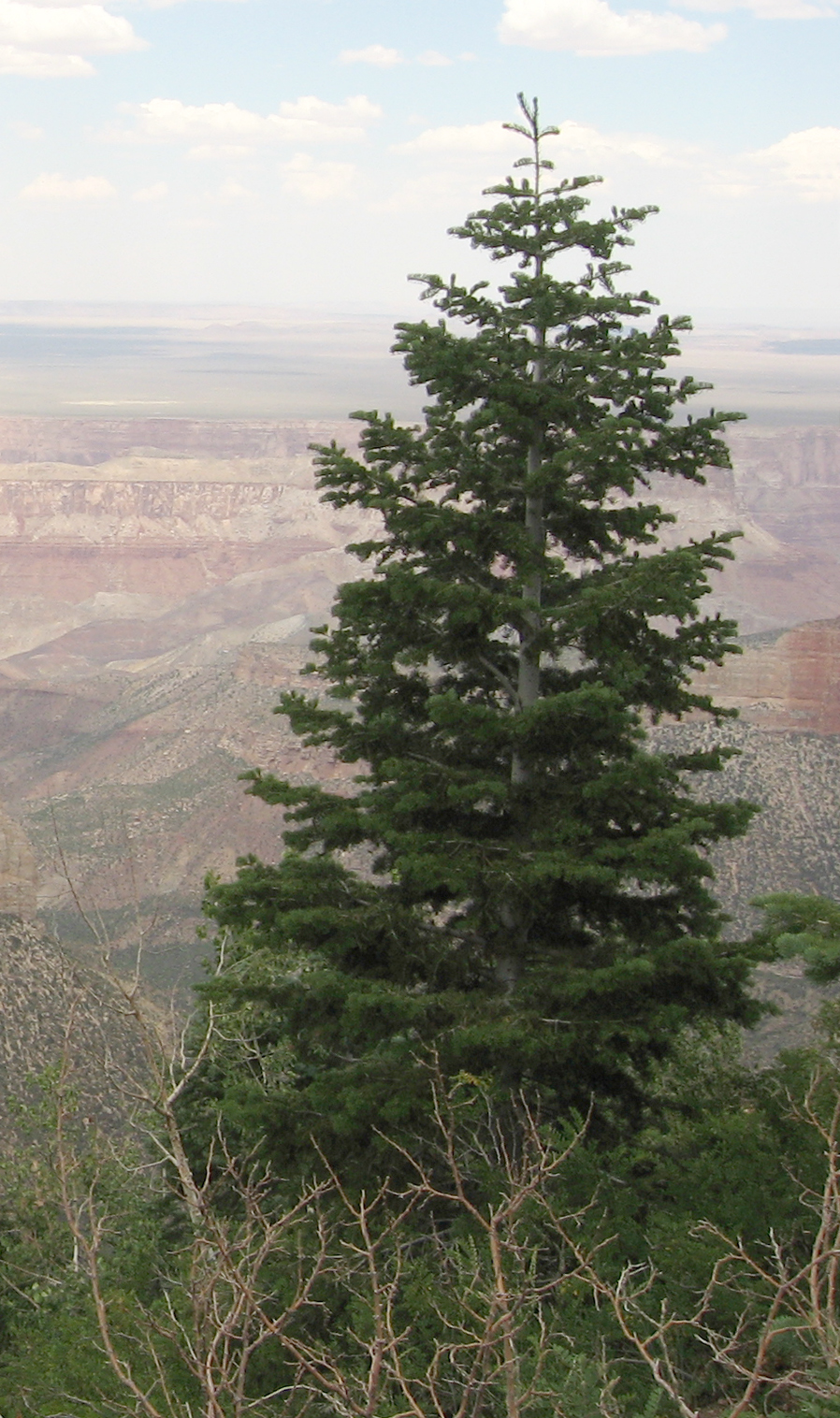
Exemplaar op de noordrand van de Grand Canyon

Abies concolor subsp. lowiana

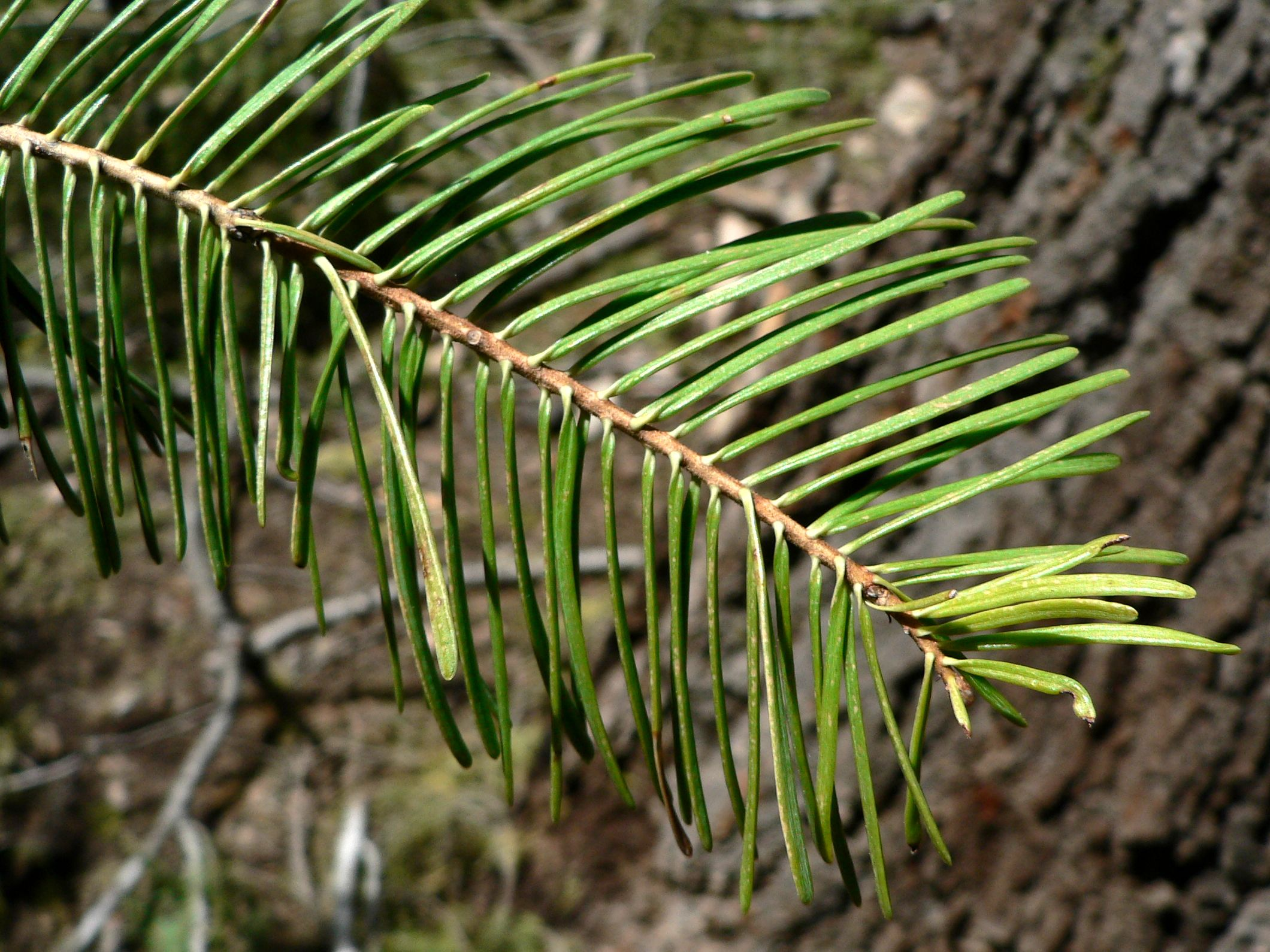
Loof
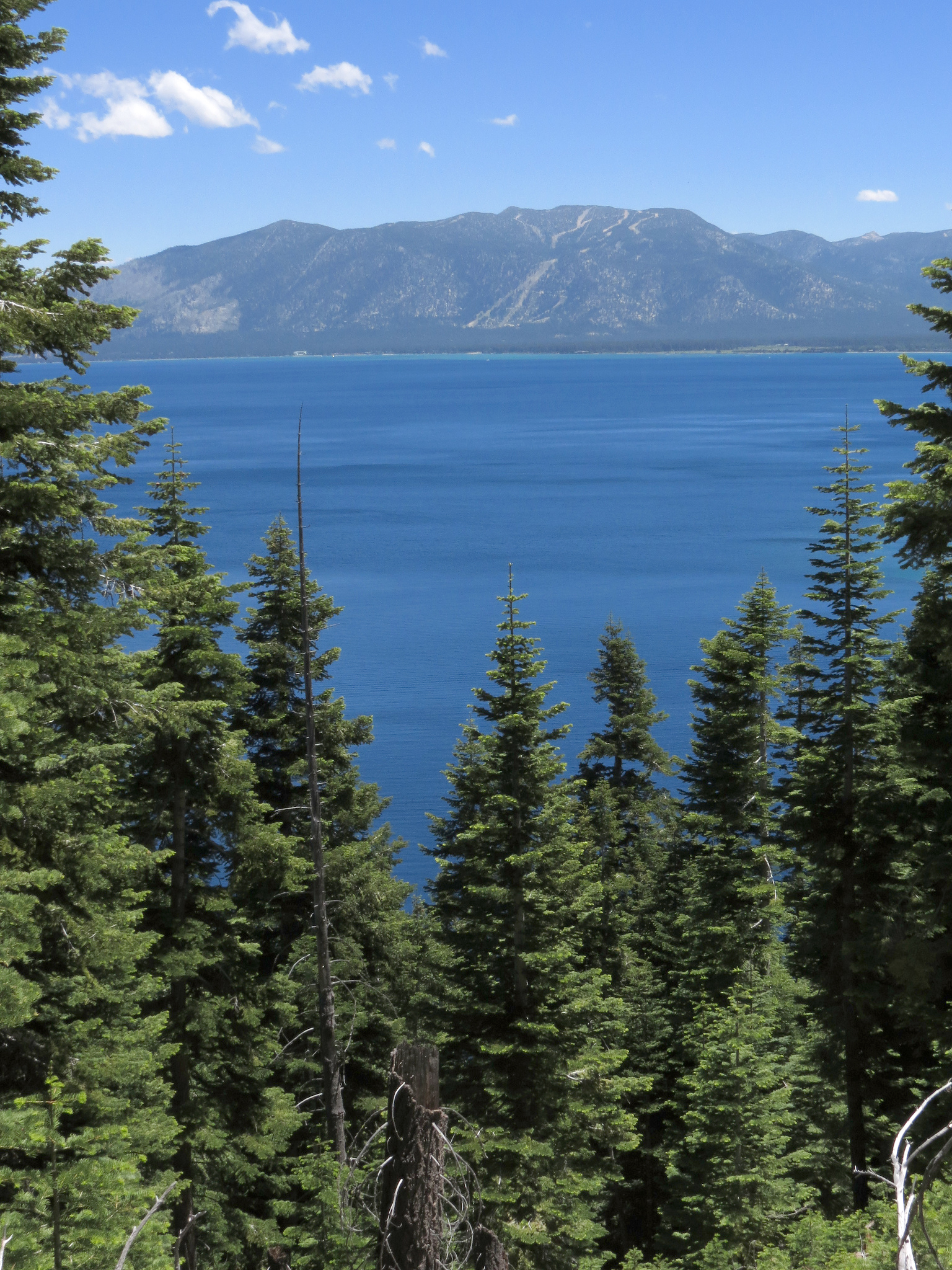
Exemplaren op de oever van Lake Tahoe